# エーゲ海の旅
「エーゲ海の旅」は、1978年4月25日に発売された、平尾昌晃・畑中葉子による2枚目のデュエット・シングル。

## 解説
- 1978年6月開催の第7回東京音楽祭に出場し、世界大会への出場を逃したものの、ゴールデン・スター賞を獲得した。

## 収録曲
- 両楽曲共に、作詞：橋本淳／作曲：平尾昌晃

1. エーゲ海の旅（4分1秒）
編曲：森岡賢一郎
2. 恋ごころ（3分7秒）
編曲：船山基紀

## 収録アルバム
エーゲ海の旅
- 平尾昌晃・畑中葉子 ベスト・ヒット・アルバム（1978年）
- GOLDEN☆BEST 平尾昌晃・畑中葉子（2014年）

恋ごころ
- カナダからの手紙（1978年）
- 平尾昌晃・畑中葉子 ベスト・ヒット・アルバム（1978年）
- GOLDEN☆BEST 平尾昌晃・畑中葉子（2014年）